# Kevin Kabran
Kevin Kabran, född 22 november 1993, är en svensk fotbollsspelare som spelar för rumänska Politehnica Iași.

## Karriär
Kabrans moderklubb är Boo FF. Han gick som 17-åring över till Vasalunds IF och mellan åren 2012 och 2014 spelade han för klubbens A-lag. I juni 2014 värvades han och lagkamraten Joel Qwiberg av nederländska Den Bosch. Han debuterade den 10 augusti 2014 i en 2-1-förlust mot Sparta Rotterdam.
I januari 2017 värvades Kabran av IF Brommapojkarna, där han skrev på ett tvåårskontrakt. Kabran debuterade i Superettan den 1 april 2017 i en 0–0-match mot Dalkurd FF.
I januari 2018 värvades Kabran av norska IK Start, där han skrev på ett treårskontrakt. Kabran gjorde sex mål och en assist på 22 matcher under säsongen 2018. Inför säsongen 2019 lånades han ut till allsvenska IF Elfsborg. Den 22 januari 2021 värvades Kabran av norska Viking, där han skrev på ett treårskontrakt. I mars 2023 skrev Kabran på ett ettårskontrakt med Stabæk.
I februari 2024 värvades Kabran av rumänska Politehnica Iași.